# Roseline de Villeneuve
Roseline de Villeneuve (Var, 27 de enero de 1263 -17 de enero de 1329) es una santa católica francesa.

## Biografía
Hija de Arnaud II de Villeneuve, quien pertenecía a la nobleza francesa y su madre d'Aiglesire y Sibylle de Sabran quien pertenecía a la distinguida familia Sabran.
Roseline nació en el castillo de Les Arcs-sur-Argens, en el este de Provenza, cerca de la comuna francesa Draguignan.
Tras superar la oposición de su padre a la edad de 15 años, Roseline se convirtió en monja cartuja en Bertaud. Su consagración como monja tuvo lugar en el año 1288, y hacia 1330 sucedió a su tía, Jeanne (Diane) de Villeneuve, como priora de La Celle-Robaud en la diócesis de Fréjus cerca de su casa.
En el año 1320, su hermano Hélion de Villeneuve, Gran Maestre de los Caballeros de San Juan, restauró el monasterio, y en 1323 y 1328 el Papa Juan XXII , ex obispo de Fréjus, aumentó sus ingresos concediendo indulgencias en el aniversario.
Roseline obtuvo permiso para renunciar a su cargo antes de su muerte. Se le atribuyen muchas visiones junto con austeridades extraordinarias y un gran poder sobre los demonios .

### Muerte
Roseline murió el 17 de enero de 1329 a la edad de 66 años. Cinco años después fue exhumada y se descubrió que su cuerpo estaba intacto, con los ojos abiertos y con total claridad. Su cuerpo fue colocado para exhibición. El Clero que estuvo presente en la exhumación decidió separar sus ojos en un relicario diferente

## Veneración
La fiesta de Santa Roselina es el 17 de enero.  Su fiesta se celebra en el Acta Sanctorum el 11 de junio, día de la primera traducción de sus restos en 1334 por su hermano Elzéar, obispo de Digne-les-Bains; pero por la Cartuja se celebra el 6 de julio.
Siempre ha habido un culto local y esto fue confirmado para la diócesis de Fréjus por un decreto de 1851, para la Orden de la Cartuja en 1857. 
Roseline generalmente se representa con un relicario que contiene dos ojos, recordando el hecho de que sus ojos fueron removidos y conservados aparte. Esta reliquia aún existía en Arcs en 1882, pero la que figura en el Acta Sanctorum, 2 de junio, 489 sq, fue construida por Daniel Papebroch a partir de documentos antiguos.
El santuario de Roselina, situado en Les Arcs-sur-Argens cerca de Draguignan, ha sido durante seis siglos un lugar de peregrinaje. El Château Sainte Roseline se ha transformado en una residencia y su bodega es un lugar para la de gustación de vinos.  
La cercana Capilla Roseline contiene las reliquias de Roseline y un mosaico de pared de Marc Chagall.